# Terek-Kosakenheer

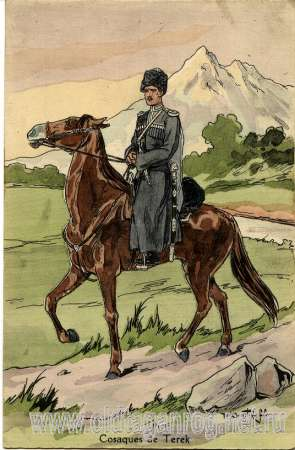
Terekkosake auf einer Postkarte von 1914

Das Terek-Kosakenheer (russisch: Терское казачье войско) war ein im Einzugsgebiet des russischen Flusses Terek stehendes Kosakenheer.

## Geschichte

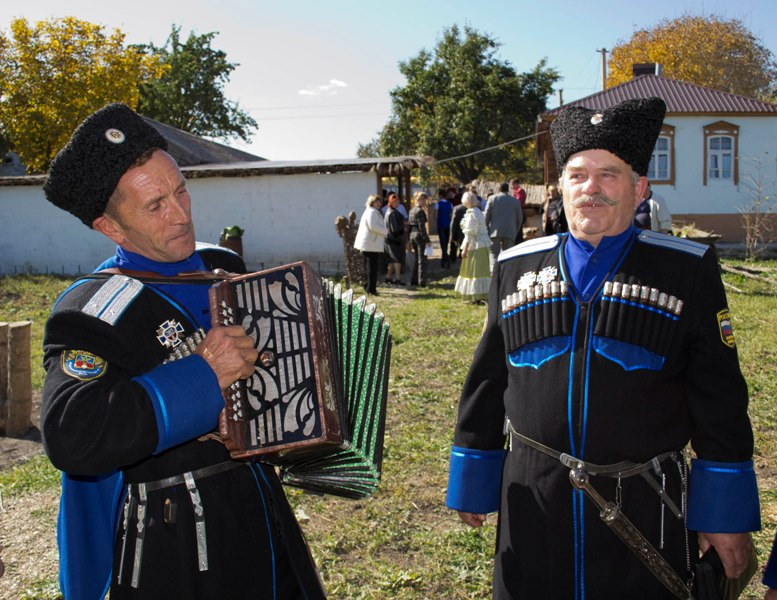
Terek-Kosaken, Borgustan, Region Stawropol

Das Terek-Kosakenheer und das Kuban-Kosakenheer hatten einen gemeinsamen Heeresataman, der als Oberkommandierender des kaukasischen Militärbezirks fungierte und „Stellvertretender Heeresataman der kaukasischen Kosakenheere“ genannt wurde. Unter diesem Oberkommandierenden stand der so genannte „stellvertretende Ataman“, dessen Sitz in Wladikawkas war. Das Territorium umfasste 21.309 km².
Zu Beginn des Jahres 1887 gab es 148.568 Personen des Heeresstandes und 11.526 nicht zum Heeresstand gehörige Personen.
Heute gibt es in Russland erneut ein Terekkosakenheer, das Grenzsicherungsaufgaben in der Region Stawropol, der Republik Nordossetien, der Inguschischen Republik und in Kabardino-Balkarien wahrnimmt.